# Bruno Detassis
Bruno Detassis, född 24 juni 1910 i  Trento, död 8 maj 2008 i Madonna di Campiglio, var en italiensk bergsklättrare. Han var bergsguide, öppnade över 200 nya klättringsleder och drev Rifugio Brentei i flera decennier. Hans namn är främst förknippat med Dolomiti di Brenta.